# サクラ色
「サクラ色」（サクラいろ）は、2007年3月7日にエピックレコードジャパンから発売されたアンジェラ・アキ5枚目のシングル。規格品番はESCL-2948/9（初回限定盤）ESCL-2950（通常盤）。

## 解説
- 楽曲のキャッチコピーは『あなたの夢は、なんですか?』。
- アンジェラが武道館公演へ来てくれたファン向けにと密かに制作していたタイトル曲、金田一耕助シリーズの映画『犬神家の一族』のイメージソングとなった「On&On」、JFL『Power Of Music』のキャンペーンソングとして制作した「Power of MUSIC」、デビュー曲「HOME」のピアノ弾き語りバージョンの計4曲を収録。
- 初の日本武道館の公演（2006年12月）までの半年の間、配信限定リリースなどあったものの、アルバム『Home』発売以来ほとんど新たな楽曲を発表していなかったため、CD作品として約9か月振りと久々の作品リリースとなる。シングルでカバー曲が収録されないのはアンジェラ・アキ初の試みである。また本作は発売こそ2007年に入ってからであるが、収録曲は全て2006年までに製作された楽曲で構成されているため、発売時期に製作されていた楽曲は収録されていない。2007年製作の楽曲を収録したシングルは次作「孤独のカケラ」からとなる。
- DVD付初回限定盤[1]と通常盤[2]の2形態で発売。DVDは表題曲のミュージック・ビデオとメイキング映像を収録。本作は曲名に合わせ、帯やCD・DVDのタイトルも桜色で記載。この初回限定盤は発売週は店頭在庫が比較的見られたものの、CMオンエアが始まった発売後にロングヒット的な推移のセールスとなったことから、現在では完売し、ネットオークションでは定価を超えた高値で取引されている。
- Yahoo!動画では発売の1か月前に当たる2007年2月6日から2月13日の間、「サクラ色」のPVを無料フル視聴できるサービスが展開されていた。
- 本作ではプロデュースをアルバム『Home』までの松岡モトキから東京事変などでも活躍している亀田誠治へと交代している。このシングルの収録曲のうち、「サクラ色」と「On&On」が亀田による編曲。タイトル曲はアンジェラ自身が各メディアで語っているように、本来は「武道館ライブの来場者へのプレゼント」として製作しており、いわゆる桜ソングや卒業ソングを目論んで製作したものではない。そのために製作時期も自身がツアーを行っていた2006年10月前後とA面にもかかわらず、このシングルに収録されている楽曲の中では最も後に作られている。これについて「時期としては完全に季節外れではあるが、もし、今の自分自身を振り返るとしたらやはりワシントンの時代をはずすことはできない」として自らの「サクラ色の季節」を描いた楽曲が完成したと言う。また、デビュー曲の「HOME」の歌詞を入れることは製作の最初期段階から計画されており、NHK総合にて放送されたドキュメント番組『武道館に桜が咲いた日 〜アンジェラ・アキ ライブ & ドキュメント〜』ではその製作模様が一部公開されていた。
- このような背景もあり、自分の届けたい音楽をタイトル曲とし、純粋に聴いてもらうことを目的として作られたのが本作である。そのために後にタイアップの付く「サクラ色」を使用した『Cyber-shot Tシリーズ』のCMも発売直前までは一切オンエアされていない。実質発売前までは「サクラ色」と「HOME -piano version-」を除く2曲にはタイアップがついており、現在では4曲（クアトロ）A面シングルとされてもおかしくないものであった。公表及びクレジット上ではあくまでも「サクラ色」以外はカップリング曲という位置付けとなっている。NHKでも大きく取り上げられたためか、2007年の出場2度目となる『紅白歌合戦』では同曲が歌唱された。
- 2014年留学に伴う活動無期限休止前ツアー千秋楽の8月4日日本武道館公演では、表題曲がアンコールのラストに弾き語り演奏され、アンジェラ・アキが国内において最後に披露した楽曲となった。

## 収録曲

### CD
作詞・作曲：アンジェラ・アキ
1. サクラ色
  - 編曲：亀田誠治
  - ソニー『Cyber-shot Tシリーズ』CMソング

武道館で初披露となった楽曲。それまでライブの披露はおろか、外部への楽曲の存在すらほとんど明かされず、武道館ライブにおける完全なシークレットとして製作されていた。それまでの楽曲とは異なり、『日本』を舞台にした楽曲ではなく、彼女がワシントンD.C.で何もかもが上手くいかなかった時代を回顧して描いた楽曲。この時代のことを自ら「桜色の時代」であったと語っており、ポトマック河畔の桜に託した楽曲であると紹介された。今後様々な人々を後押しすることのできるような決して後ろ向きにならない内容の詞となっている。武道館披露時には事前に配布されていた桜色のハンカチで大雨の武道館に見事桜を咲かせている。歌詞の一部にはデビュー曲「HOME」の一節を意図的に使用している。自身の製作した楽曲のフレーズを意図的に入れるという作曲法は過去にも、米米CLUB「君を離さない」、サザンオールスターズ「LOVE KOREA」、より子「second Birthday」などに同様の試みが見られる。また、タイアップに関連して、アンジェラが撮影・作成したこのシリーズの目玉である「音フォト」をサイバーショットの公式ホームページで公開している。PVに使用されているものは2番を丸々カットしているが、これは「心の戦士」のPV以来の試みである。また、武道館ライブでの初演時以来、ライブで披露されるバージョンとCDに収録されたバージョンでは楽曲の構成が微妙に異なっており、CD収録のバージョンでは大サビ部分が短くなっているほか、途中にあった「Keep on dreaming all your life」と唄う間奏が無くなっている。なお、タイトルが「桜色」ではなく「サクラ色」とカタカナなのは、上記のようにワシントン時代の楽曲であるためであると言う。
米国音大留学のために2014年に行われた国内ツアーファイナルの武道館公演では、最終演目にこの曲が選定、初演時と同じ間奏の歌詞が付いたバージョンで演奏。ファンが自主的にペンライトや初演時に配布されたサクラ色ハンカチを振りかざすシーンが見られ、光と桜吹雪によって真夏の武道館に桜が舞う一面が見られた。
2. On&On
  - 編曲：亀田誠治
  - 全国東宝系公開映画『犬神家の一族』イメージソング

アルバム『Home』発売後、最も早い時期に存在の明かされた完全なる新曲。このシングルでの発表以前には、Moraおよびbitmusic、着うたフルで先行配信しており、映画『犬神家の一族』サウンドトラックにも収録されているが、そちらはサウンドトラックバージョンであり、シングルバージョンでは前者にはなかった2番が追加されている。このシングルによってフルバージョンがようやくソフト化されたことになる。元々製作時期は「サクラ色」よりも遥かに先で、アンジェラ自身はこの曲が次シングルと想定していたようであるが、武道館ライブのためにサプライズを行いたいとして製作した「サクラ色」のデモをスタッフに聴かせたところ、こちらをタイトル曲にするべきだと言われ「サクラ色」がタイトル曲になったという経緯がある。なお、制作時期の関係か、本人監修のアルバム『HOME』の全曲譜には「サクラ色」および「On&On」の譜面も同時に収録されている。
3. Power of MUSIC
  - 編曲：アンジェラ・アキ、河野伸
  - JFL系列『Power of MUSIC』キャンペーンソング

アルバム『Home』収録曲の「MUSIC」のリメイクバージョンであり、サビ以外の部分が大幅に変更されている他、アレンジもかなり異なる。大サビ後の展開はほぼライブでの「MUSIC」に沿ったものを使用している。Moraおよびbitmusic、着うたフルで先行配信されていた。なお、この楽曲は企画モノのひとつということもあってか、ライブではこの楽曲の元となった「MUSIC」の方が披露されることが多い。ラジオ局からこの企画を提案された時点では「（企画の）「Power of MUSIC」のコンセプトはまさに（『Home』収録の）「MUSIC」なのですが…」と答えたが、「できれば新曲を」との依頼を受け、「MUSIC」のサビ部分は主張として譲らないということで現在のような楽曲となったと言う。なお、このような構成の楽曲は他のミュージシャンでは松任谷由実「Good-bye friend」などがある。
4. HOME -piano version- (bonus track)
  - 編曲：アンジェラ・アキ

『第57回NHK紅白歌合戦』でも歌唱された自身のデビュー曲。ライブで披露されている弾き語りバージョンと同じ構成で録られたものである。バンドバージョンの「HOME」とは歌い回しも演奏もよりライブでの「HOME」に近い形となっている。恒例の洋楽曲のカバーは収録されなかったものの、カバー曲という点においては自身の楽曲のセルフカバーをするという形となっている。なお、2006年12月31日23時から、これとほぼ同様の弾き語りで披露された『第57回NHK紅白歌合戦』バージョンの「HOME」がオンライン限定配信で販売されているが、こちらは紅白と同様の構成であり、1番のみの歌唱。紅白で披露されたバージョンとは細部に違いが見られる。

### 初回限定盤DVD
1. サクラ色 -music video-
2. HOME（Live in ZEPP TOKYO 2006/10/12）
3. サクラ色 -music videoメイキング-